# Skímó - Það Besta Frá Skítamóral
Skímó - Það Besta Frá Skítamóral är en samlingsskiva av Skítamórall som släpptes 2003.

## Låtlista
1. Ég Opna Augun
2. Farin
3. Lýstu Mína Leið
4. Sælan (97 Porno Mix)
5. Ennþá
6. Fljúgum Áfram
7. Nákvæmlea
8. Einn Með Þer
9. Myndir
10. Æði
11. Hey, Þú
12. Sílíkon
13. Með Þér
14. Skjóttu Mig (teitistaka)
15. Þú Veist Hvað Ég Meina, Mær
16. Stúlkan Mín
17. Drakúla
18. Live á Gauk á Stöng
19. Þegar Ykkur Langar